# Symphyopappus
Symphyopappus là một chi thực vật có hoa trong họ Cúc (Asteraceae).

## Loài
Chi Symphyopappus gồm các loài: